# Otto Benzon
Carl Otto Valdemar Benzon, född 17 januari 1856 i Köpenhamn, död 16 maj 1927, var en dansk författare. Han var son till Alfred Benzon (1823–1884) och bror till Alfred Benzon (1855–1932).
Benzon, som tillhörde en förmögen apotekarsläkt, avlade som ung statsvetenskaplig examen och övertog tillsammans med brodern faderns rörelse. Den borgerliga danska miljö han själv kom ifrån skildrade han i en rad skådespel, som till en början väckte stor förargelse: Surrgater, En Skandale, Sportsmænd, Mderate Löjer, med flera.
Benzon upprättade från inkomsten för sina skådespel ett författarelegat, som bär Georg Brandes namn. Denne var under de första åren själv prisutdelare.

## Utmärkelser
- Riddare av Dannebrogorden,  1899[4]
- Dannebrogsmännens hederstecken,  1900[4]
- Kommendör av Dannebrogorden,  1913[4]

[Redigera Wikidata]